# Virgo (álbum)
Virgo es el nombre del primer y único álbum del grupo alemán Virgo. Fue lanzado el año 2001 por Century Media Records

## Lista de canciones
| N.º   | Canción                   | Compositor               | Duración |
| ----- | ------------------------- | ------------------------ | -------- |
| I.    | To Be                     | Sascha Paeth             | 06:04    |
| II.   | Crazy Me?                 | Sascha Paeth             | 04:08    |
| III.  | Take Me Home              | Andre Matos              | 06:09    |
| IV.   | Baby Doll                 | Sascha Paeth             | 03:30    |
| V.    | No Need To Have An Answer | Andre Matos              | 04:42    |
| VI.   | Discovery                 | Andre Matos              | 03:37    |
| VII.  | Street Of Babylon         | Andre Matos              | 03:51    |
| VIII. | River                     | Sascha Paeth             | 03:51    |
| IX.   | Blowing Away              | Andre Matos/Sascha Paeth | 03:45    |
| X.    | I Want You To Know        | Andre Matos/Sascha Paeth | 03:34    |
| XI.   | Fiction                   | Sascha Paeth             | 03:52    |

- Datos: Q6163760